# Ecuadorianisch-haitianische Beziehungen
Die Ecuadorianisch-haitianischen Beziehungen beschreiben das bilaterale Verhältnis zwischen der Republik Ecuador einerseits und der Republik Haiti andererseits.
Beide Länder sind Mitglieder der Vereinten Nationen, der Organisation Amerikanischer Staaten und der 2011 gegründeten Gemeinschaft der Lateinamerikanischen und Karibischen Staaten (CELAC). Ecuador gehörte von 2009 bis 2018 der Bolivarianischen Allianz für Amerika (ALBA) an, während Haiti in dieser Organisation einen Beobachterstatus hat.

## Geschichte und Stand
Haiti erlangte die Unabhängigkeit von der früheren Kolonialmacht Frankreich bereits im Jahr 1804, während Ecuador im Jahr 1822 von Spanien unabhängig wurde.
Beide Länder nahmen am 14. November 1949 diplomatische Beziehungen auf.
Haiti unterhält eine Botschaft in Ecuador, die in der Calle Francisco der Hauptstadt Quito liegt. Ecuador ist in Haiti durch einen Honorarkonsul vertreten. Die Botschaft von Ecuador in Santo Domingo, Dominikanische Republik, ist in Haiti nebenakkreditiert.
In der Mission des Nations Unies pour la stabilisation en Haïti (MINUSTAH; 2004 bis 2017) stellte Ecuador zu Beginn ein Kontingent von rund 70 Personen. Am 1. August 2016, gegen Ende der Mission, lag die Gesamtpersonalstärke bei 2361 Blauhelmsoldaten aus 19 UN-Mitgliedstaaten, wovon noch ein Angehöriger der Streitkräfte Ecuadors angehörte.

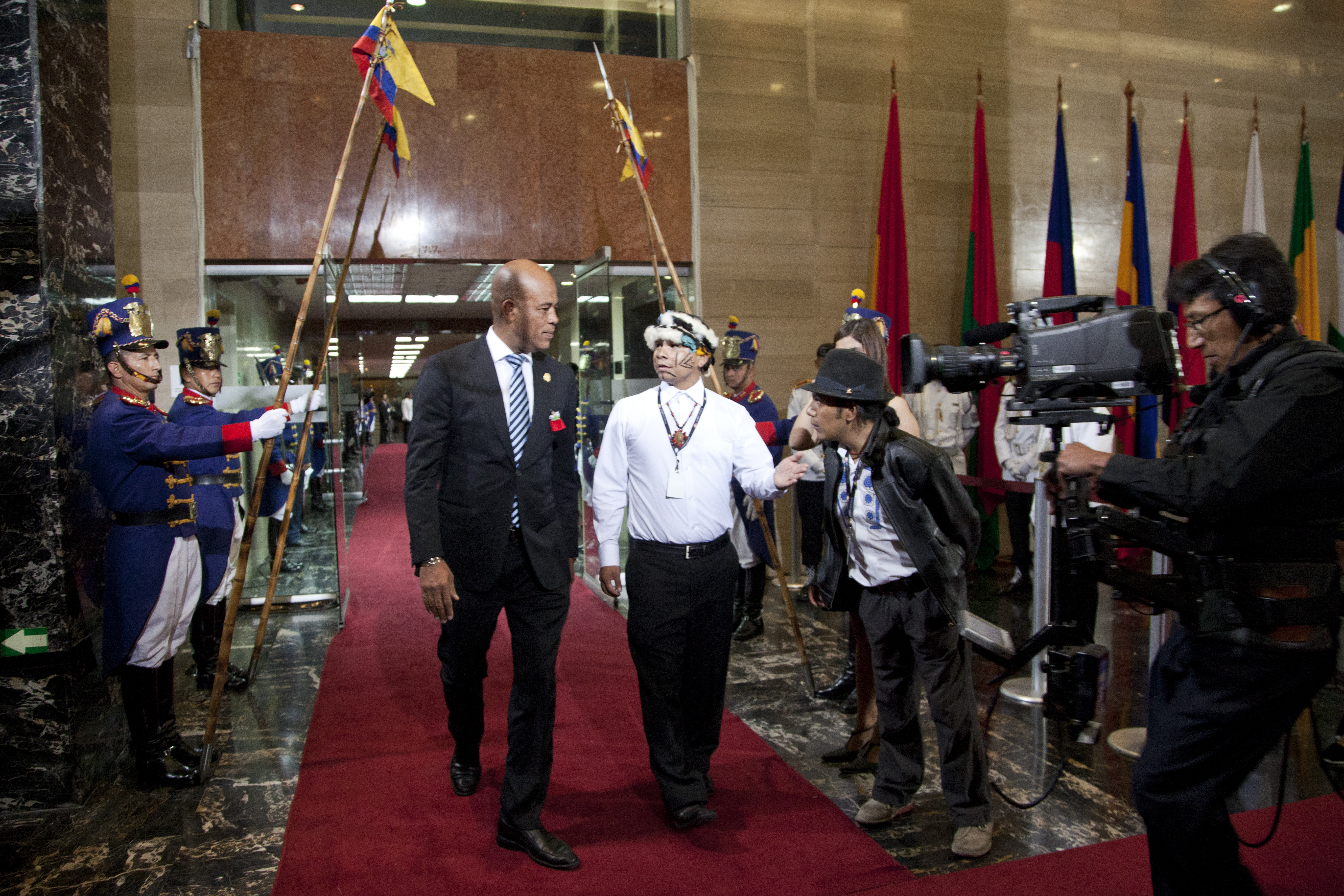
Michel Martelly beim Betreten der Nationalversammlung Ecuadors, wo die Amtseinführung von Präsident Rafael Correa stattfand. Quito, 24. Mai 2013.

Ecuador wurde ein Transitland für Haitianer, die versuchen, über Süd- und Mittelamerika in die Vereinigten Staaten zu gelangen. Berichten zufolge stieg die Zahl illegaler Migranten aus Haiti von wenigen Hundert im Jahr 2001 über 1700 im Jahr 2010 auf rund 5000 im Jahr 2020.
Im bilateralen Verhältnis sind markante Positionen und Ereignisse:
- Ecuador unterstützt die Anstrengungen der internationalen Gemeinschaft, den demokratischen Prozess in Haiti sowie Sicherheit und Ordnung zu fördern (2021);
- der haitianische Außenminister Pierrot Delienne dankte für die Hilfe Ecuadors bei der Bewältigung der Folgen des Hurrikan Matthew (2016);
- Ecuador und Haiti hielten in Port-au-Prince eine erste Sitzung einer Gemeinsamen Kommission für technische Zusammenarbeit ab (2014);
- der haitianische Präsident Michel Martelly traf im Rahmen eines offiziellen Besuchs seinen ecuadorianischen Amtskollegen Rafael Correa in Quito (November 2014);
- der ecuadorianische Außenminister Ricardo Patiño besuchte Haiti und die dort eingesetzten Blauhelmsoldaten (Mai 2014);
- der haitianische Außenminister Pierre-Richard Casimir besuchte Ecuador, um Themen von bilateralem Interesse zu besprechen (2013);
- der haitianische Präsident Michel Martelly stattete Ecuador einen offiziellen Besuch ab (Juli 2012).